# Asaphinae
Asaphinae (лат.) — подсемейство паразитических наездников из семейства Pteromalidae (Chalcidoidea) отряда перепончатокрылые насекомые. Около 25 видов. Гиперпаразиты наездников, связанных с тлями: Aphidiinae
(Braconidae) и Aphelinidae (Chalcidoidea) и паразитоиды равнокрылых (Homoptera) и сетчатокрылых (Neuroptera). Два европейских вида рода Bairamlia ассоциированы с личинками блох (Siphonaptera): в гнездах птиц найдены B. nidicola, а в гнездовьях белок — B. fuscipes (на Ceratophyllus wickhami).

## Систематика
6 родов, около 25 видов. 
- Род Asaphes Walker, 1834 — Канада, Мексика, США, Германия, Италия, Китай, Словакия, Уругвай, Франция, ЮАР
  - Asaphes aeneus  (Walker, 1971)
  - Asaphes aequatus  Pelov, 1972
  - Asaphes aphidi  (Risbec, 1960)
  - Asaphes aphidii  (Curtis, 1842)
  - Asaphes brevipetiolatus  Gibson & Vikberg, 1998
  - Asaphes californicus  Girault, 1917
  - Asaphes ecarinatus  Narendran & van Harten, 2007
  - Asaphes globularis  Xiao & Huang, 2000
  - Asaphes hirsutus  Gibson & Vikberg, 1998
  - Asaphes oculi  Xiao & Huang, 2000
  - Asaphes petiolatus  (Zetterstedt, 1838)
  - Asaphes pubescens  Kamijo & Takada, 1973
  - Asaphes siciformis  Xiao & Huang, 2000
  - Asaphes suspensus (Nees, 1834)
  - Asaphes umbilicalis  Xiao & Huang, 2000
  - Asaphes vulgaris  Walker, 1834
- Род Ausasaphes Boucek, 1988
  - Ausasaphes atripes Boucek, 1988 — Австралия
  - Ausasaphes pallipes Boucek, 1988  — Австралия
  - Ausasaphes shiralee Naumann & Reid, 1990 — Австралия
- Род Bairamlia Waterston, 1929 (или в составе Austrosystasinae, или в Pteromalinae)
  - Bairamlia fuscipes Waterston, 1929 — Великобритания, Нидерланды, Россия (Московская область), Франция, Чехия, Швейцария, Швеция
  - Bairamlia nidicola Ferrière, 1934
- Род Desantisiana Neder de Román, 1999
  - Desantisiana jujuyensis  Neder de Román, 1999 — Аргентина
- Род Enoggera Girault, 1926
  - Enoggera nassaui (Girault, 1926) —  Австралия, Новая Зеландия
  - Enoggera polita Girault, 1926 — Австралия
  - Enoggera reticulata Naumann, 1991  — Австралия, ЮАР, Калифорния (США)
  - Enoggera sulcata Naumann, 1991 — Австралия
  - Enoggera tanythrix Naumann, 1991 — Австралия
- Род Hyperimerus Girault, 1917
  - Hyperimerus corvus  Girault, 1917) — Мексика, США
  - Hyperimerus pusillus  (Walker, 1833) — Канада, Великобритания, Германия, Италия, Китай, Россия (Калининградская область, Приморский край, Ленинград), Чехия, Швеция, Югославия
    - =Asaphes pusilla  (Walker, 1833)
    - =Cyrtogaster pusilla Walker, 1833
    - =Hyperimerus exiguus (Graham, 1957)
    - =Hyperimerus pusillus  Walker, 1833)
    - =Mespilon exiguum  Graham, 1957